# Zviaguinita
La zviaguinita o zvyaginita és un mineral de la classe dels silicats que pertany al grup de la lamprofil·lita. Rep el seu nom en honor de Boris Borisòvitx Zviagi, cristal·lògraf, químic de cristalls i físic rus.

## Característiques
La zviaguinita és un silicat de fórmula química NaZnTiNb₂(Si₂O₇)O₂(OH)₂(H₂O)₄. Cristal·litza en el sistema triclínic. La seva duresa a l'escala de Mohs és 2,5 a 3.
L'exemplar que va servir per a determinar l'espècie, el que es coneix com a material tipus, es troba conservat al Museu Mineralògic Fersmann.

## Formació i jaciments
Va ser descoberta al mont Malyi Punkaruaiv, al districte de Lovozero (óblast de Múrmansk, Rússia).